# Bernard Ide
Bernard Ide, né le 25 mars 1950 est un homme politique belge bruxellois, membre d'Ecolo et cofondateur de la locale de Schaerbeek en 1982. 
Il est économiste. 
Auteur de six ouvrages : "Le patrimoine sculptural de Woluwe-Saint-Lambert" (2008, avec G. Vermoelen) , "Des habitants racontent l'histoire de Woluwe-Saint-Lambert" (2012, avec J. Bette), "La fabuleuse histoire de Dynamobile" (2015, avec Anne Gilbert), "Le journal de Paul Trigalet" en 2016, "Bernard Ide et ECOLO, de 1982 à 2018" en 2018 et "les 100 ans du quartier JF Debecker" en 2021.Autres bios plus personnelles : Robert Ide, la famille Verougstraete, Karin La Meir, Claude Verniers, les 50 ans de Chaumont-Gistoux FC, la fabrique (linière) de Gistoux, recueil d'environ 700 photos anciennes de Chaumont-Gistoux https://www.flickr.com/photos/192627335@N04/collections

## Fonctions politiques
- Conseiller CPAS puis communal à Schaerbeek (1983-1985, 1986-1988)
- Conseiller provincial et questeur de la province de Brabant (1991-1994)
- Conseiller communal et de police à Woluwe-Saint-Lambert (1995-2001, 2006-2018)
- Membre et Secrétaire du Parlement de la Région de Bruxelles-Capitale (du 27 avril 2001 au 28 juin 2004)
- Secrétaire régional d'Ecolo (2004-2007); trésorier régional d'Ecolo Bruxelles (2008-2015)
- Vice-Président puis trésorier de l'Association des Anciens Parlementaires Francophones (2009 - )
- Administrateur, membre du bureau puis Vice-Président de l'AVCB : (Association de la Ville et des Communes de la Région Bruxelles-Capitale (2007- 2018)